# Солатио ди Сото (Сијена)
Солатио ди Сото је насеље у Италији у округу Сијена, региону Тоскана.
Према процени из 2011. у насељу је живело 30 становника. Насеље се налази на надморској висини од 242 м.